# Стуарт, Дмитрий Фёдорович
Барон  Дмитрий Фёдорович Стюарт (Стуарт) (1838—1902) — русский дипломатический агент и генеральный консул в Бухаресте, директор Государственного и Петербургского главного архива Министерства иностранных дел, тайный советник.

## Биография
Сын барона Фёдора Фёдоровича Стуарта от его брака (с 29 мая 1835 года) с фрейлиной двора княжной Роксаной Дмитриевной Мурузи. Окончив курс в Императорском Александровском лицее, вступил в службу 7 июня 1859 года в министерство иностранных дел, где он последовательно занимал должности помощника столоначальника, младшего, а затем старшего столоначальника в азиатском департаменте. В 1868 году назначен делопроизводителем 7-го класса при этом департаменте, в 1871 году — делопроизводителем 6-го класса, в 1875 году — делопроизводителем 5-го класса.
В 1876 году назначен дипломатическим агентом и генеральным консулом в Бухаресте; в 1878 году, по окончании русско-турецкой войны, — министром-резидентом при князе румынском. В 1879 году назначен директором Государственного и Санкт-Петербургского главного архива Министерства иностранных дел. 5 марта 1879 года Император Александр II собственноручно вручил ему тёмно-бронзовую медаль в память войны 1877—1878 гг.
Почётный мировой судья Бендерского уезда, Бессарабской губернии.
Похоронен в Санкт-Петербурге на Новодевичьем кладбище (могила не сохранилась).

## Семья
Первая жена — Елена Михайловна Волоцкая
Вторая жена — Екатерина Александровна Базилевская (01.08.1843—12.07.1882), умерла от легочной чахотки, похоронена в Воскресенском женском монастыре. Дети:
- Владимир (р. 1871)
- Николай (р. 1872)
- Мария, в замужестве Хеденстрём, замужем за генеральным консулом России в Мельбурне.

## Награды
Российской империи
- Орден Святого Станислава 2-й ст. (1866);
- Орден Святой Анны 2-й ст. (1872);
- Орден Святого Владимира 3-й ст. (1874).

Иностранные
- Греческий Орден Спасителя офицерский крест (1867);
- Турецкий Орден Меджидие 3-й ст. (1871);
- Персидский Орден Льва и Солнца 2-й ст. (1873);
- Черногорский Орден Князя Даниила I 2-й ст. (1874).